# شتالاج العشرون-إيه
```
شتالاج
 العشرون-إيه
 معسكر 
أسرى حرب
 
ألماني في
 
الحرب العالمية الثانية
 يقع في
تورون
 ب
بولندا
.
[
1
]
 لم يكن معسكرًا واحدًا وكان يضم ما يصل إلى 20000 سجين في وقت ذروته. يقع المعسكر الرئيسي في 
مجمع مكون من خمسة عشر حصناً
 أحاط بالمدينة بأكملها. تم بناء القلاع في نهاية القرن التاسع عشر للدفاع عن الحدود الغربية 
لمملكة بروسيا
.
```

## التاريخ
في سبتمبر 1939، تم استخدام بعض الحصون كمخيمات أسرى حرب للسجناء البولنديين، وتحديدا الذين تم القبض عليهم بعد استسلام الحصن البولندي في ويستربلات عند مصب نهر فيستولا وفي شبه جزيرة هيل. في يونيو 1940 تم إضافة حصون إضافية إلى المخيم لاستيعاب الجنود البريطانيين. كان أول من وصل 403 رجال من حملة الحلفاء في النرويج. في وقت لاحق، وصل حوالي 4500 من دونكيرك وبعد ذلك من فرقة المشاة البريطانية الحادية والخمسين التي تم الاستيلاء عليها في سانت فاليري إن كو ‏. في عام 1941 و1942 وصل السجناء السوفييت. في الذروة كان هناك حوالي 10000 سجين في المخيم. ومع ذلك، كان العديد منهم موجودين في مخيمات فرعية. تم تحرير المعسكر في 1 فبراير 1945 من قبل الجيش السوفياتي.

## مخيمات فرعية
وفقاً لاتفاقية جنيف الثالثة، كان على أسرى الحرب الذين تقل رتبتهم عن الرقيب العمل وتم إلحاقهم بأربياتسلاجر ("وحدات العمل"). تم التعاقد معهم لمقاولين عسكريين ومدنيين. في حالة العمل الزراعي، يتم ذلك غالبًا في مزارع الدولة. لا يمكن إجبار الرقباء وما فوق على العمل وإذا تم ذلك تم إرسالهم إلى معسكرات لست مخصصة للعمل. بعض هذه المخيمات الفرعية لم تكن معسكرات أسرى الحرب التقليدية بأسلاك شائكة وأبراج حراسة ولكن مجرد مراكز سكن. كانت بعض المخيمات كبيرة وتم إنشاؤها لمشروع معين.
- مخيم 34 - بناء مشروع سكني كبير للمستعمرين الألمان.
- مخيم إلبينغ
- مخيم كونيتز

ملاحظة تاريخية:
كان الممثل البريطاني سام كيد سجينًا في أحد هذه المعسكرات طوال فترة الحرب. خلال فترة اعتقاله، حيث بقي لمدة خمس سنوات، تولى قيادة الأنشطة المسرحية في المخيم - ابتكار المسرحيات وتنظيمها. لقد شعر بقوة بشأن عمله هناك، عندما عرض عليه العودة إلى الوطن بعد ثلاث سنوات، رفضه لمواصلة عمله المسرحي.

## روابط خارجية
- "Stalag XXA POW Camp". The Wartime Memories Project. مؤرشف من الأصل في 2018-12-22.
- "Stalag XXA". The Pegasus Archive. مؤرشف من الأصل في 2022-09-05.
- "Prisoner of War Experiences". 51st Highland Division. مؤرشف من الأصل في 2019-08-09.
- "Stalag 20A Thorn on the map". gps-practice-and-fun.com. مؤرشف من الأصل في 2006-09-04.
- حنا بوكوفسكا : Obóz jeniecki Stalag XXA w Toruniu 1939-1945 . Rocznik Toruński 40 (2013).